# Youssouf M'Changama
Youssouf M'Changama (Marsella, Francia, 19 de agosto de 1990) es un futbolista franco-comorense que juega en la posición de centrocampista y que milita en el E. S. Troyes A. C. de la Ligue 2 de Francia. Es hermano del también futbolista Mohamed M'Changama.

## Selección nacional
Debutó con Comoras en 2010 y jugó en la Copa Africana de Naciones 2021 celebrada en Camerún.

## Clubes
| Club                     | País       | Año       |
| ------------------------ | ---------- | --------- |
| C. S. Sedan "II"         | Francia    | 2009-2010 |
| E. S. Troyes A. C. "II"  | Francia    | 2010-2011 |
| Oldham Atheltic A. F. C. | Inglaterra | 2012-2013 |
| RC Arbaâ                 | Argelia    | 2013-2014 |
| ES Uzès Pont du Gard     | Francia    | 2014      |
| Atlético Marsella        | Francia    | 2014-2016 |
| Gazélec Ajaccio          | Francia    | 2016-2018 |
| Grenoble Foot 38         | Francia    | 2018-2019 |
| E. A. Guingamp           | Francia    | 2019-2022 |
| A. J. Auxerre            | Francia    | 2022-2023 |
| E. S. Troyes A. C.       | Francia    | 2023-     |

## Palmarés

### Distinciones individuales
| Distinción                   | Año     |
| ---------------------------- | ------- |
| Equipo del Año de la Ligue 2 | 2021-22 |